# Antonio Sáez de Ybarra
Antonio Sáez de Ybarra López de Arcaute, O.F.M., con nombre de pila Ruperto (Hijona, Álava, 25 de marzo de 1914 - Azuaga, Badajoz, 22 de septiembre de 1936) fue un beato y mártir español. Forma parte del grupo de siete franciscanos del convento de Fuenteovejuna, Córdoba, que fueron torturados y asesinados por milicianos en Azuaga, Badajoz. Tenía sólo veintidós años a su muerte. 
La causa de beatificación tanto del grupo en que estaba Antonio, como del resto hasta 498 mártires, ha establecido que recibieron la muerte en cuanto integrantes de la iglesia católica y, específicamente en Antonio y su grupo, fue la negativa a blasfemar la que constituyó la razón del martirio. Fueron conminados a proclamar "viva Rusia, viva la República, viva el comunismo libertario" lo que así hicieron, aunque forzados, pero cuando se les exigió la blasfemia que equivalía a renegar de Dios, ninguno de ellos lo hizo prefiriendo la muerte.
Durante los dos meses que permanecieron encerrados, sufrieron además continuos vejámenes, burlas, y se constituyeron en espectáculo sádico para parte de la población.
Los milicianos que participaron en los hechos, sujetos endurecidos, quedaron admirados por el ánimo de los franciscanos; algunos de ellos fueron los que narraron los últimos momentos y en especial las mutilaciones sufridas por el superior, fr. Félix Echevarria -que animó a todos a estar unidos, a orar, y a llegar a la muerte- a quien, al intentar infructuosamente que blasfemara, «según confesión de un miliciano» recibió palizas y dos tiros en las piernas, le sacaron los ojos, le cortaron una oreja y la lengua y finalmente le remataron con culatazos en la boca y en la cabeza.
Solo tres días después de las muertes, llegaron las fuerzas franquistas conquistando la población y la provincia. Fray Antonio y sus compañeros fueron sacados de una fosa común, siendo enterrados en la iglesia de Fuenteovejuna.

## Contexto histórico
Aunque detenidos en la localidad de Fuenteovejuna, Córdoba, los siete mártires franciscanos, entre ellos fray Antonio, no se pretendía por el comité local comunista su muerte, dados los vínculos históricos entre el convento y la población y el aprecio tradicional de que disfrutaban. Esto explica la dilación de los asesinatos, que normalmente tenían lugar a pocos días de las detenciones.
Fueron milicianos de Azuaga, de gran tradición socialista -y conforme a la práctica habitual de que fueran forasteros los que ejecutaban- quienes llegaron a Fuenteovejuna para llevarse a los frailes al mes de su detención y llevárselos a su pueblo, a 20 km de distancia, pero ya en otra provincia, Badajoz. El rapto se hizo con ardid, llevándoselos por la noche y en secreto, para no ser impedidos.
Una vez en Azuaga se les forzó a pronunciar vivas a Rusia y a la República, lo que hicieron sotto voce, pero rechazaron pronunciar las blasfemias que se les pedía. Entonces fueron llevados a fusilar de dos en dos, excepto el llamado guardian del convento que fue dejado para el final. Al proclamar Viva Cristo rey, primero fue disparado en las piernas y como siguiera con sus proclamas le fue cortada una oreja, aun así no calló, le sacaron un ojo, y siguió con su proclama, le sacaron otro ojo, y aún gritaba, entonces le cortaron la lengua y todavía movía los labios. Fue entonces cuando le dispararon de nuevo mortalmente y remataron a culatazos.
Azuaga fue una de las poblaciones con mayor fuerza del movimiento obrero ya desde finales del siglo XIX, creado directamente por propagandistas de la Internacional con sede en Madrid, creándose nada menos que 111 agrupaciones obreras en toda la zona, con 20 mil obreros inscritos. Ya desde 1915 contaba con presencia oficial en el ayuntamiento sobre todo por el Psoe. Los obreros eran principalmente mineros de las minas de galena, dentro de una industria muy atrasada, que tenía que recibir ya entonces subvenciones públicas.
Habían sido frecuentes en décadas anteriores las sublevaciones por carestía de la vida, allí especialmente dura, dado el retraso económico resultado de la prohibición de cultivar la tierra durante la época de la Mesta, y del absentismo de los propietarios de las tierras más adelante.
Aunque la Iglesia había creado sociedades de solidaridad, así como algunos propietarios ilustrados habían creado iniciativas de desarrollo cultural del retrasado proletariado de la zona, este se decantó por el socialismo, que recogió los antiguos votos comprados a los paisanos ahora voluntarios y gratis.
El llamado Alzamiento Nacional en Azuaga se saldó con un enfrentamiento entre la Guardia Civil y más de mil obreros que pretendían asaltar el cuartel y hacerse con las armas, muriendo dos guardias y 17 obreros. Se abrió un período de desmanes, donde podía ser detenido y muerto cualquiera que no tuviera un carnet sindical anterior al alzamiento.
La brutalidad de los milicianos se explica por el propio retraso económico y cultural endémico en la zona, pero también por el trabajo de difusión de periódicos de la zona, (por ejemplo, el quincenal anarquista "Amigo del pueblo") en esto comunes a otros medios del movimiento obrero, que sistemáticamente predicaban el exterminio de personas religiosas, cualquiera que fueran sus méritos objetivos, lo que finalmente produjo el estado de ánimo necesario para la explosión de sadismo, y que la población frivolizase todo asesinato en este orden, considerándolo una diversión pública.
El especial ensañamiento desatado en la zona propició que, con la llegada de las columnas del teniente coronel Yagüe, se produjera un alto grado de mortandad.